# Masdsched-Soleyman-Talsperre
Die Masdsched-Soleyman-Talsperre (Karun 2) ist eine von mehreren Talsperren am Karun in der iranischen Provinz Chuzestan. Sie dient vor allem der Wasserkraftgewinnung und steht 25 km entfernt von Masdsched Soleyman und 160 km von Ahvaz. 23,5 km flussaufwärts befindet sich die Shahid-Abbaspur-Talsperre (Karun 1), 90 km unterhalb die Obere Gotvand-Talsperre.
Das Wasserkraftwerk wurde in einer unterirdischen Kaverne untergebracht und liefert im Endausbau 2000 MW, die in 8 Turbinen erzeugt werden. In der ersten Phase waren nur vier Turbinen in Betrieb. Der Staudamm ist ein Steinschüttdamm mit einem zentralen Lehmkern.
Der Präsident Mohammad Chatami weihte die Talsperre nach etwa achtjähriger Bauzeit am 19. April 2001 ein.

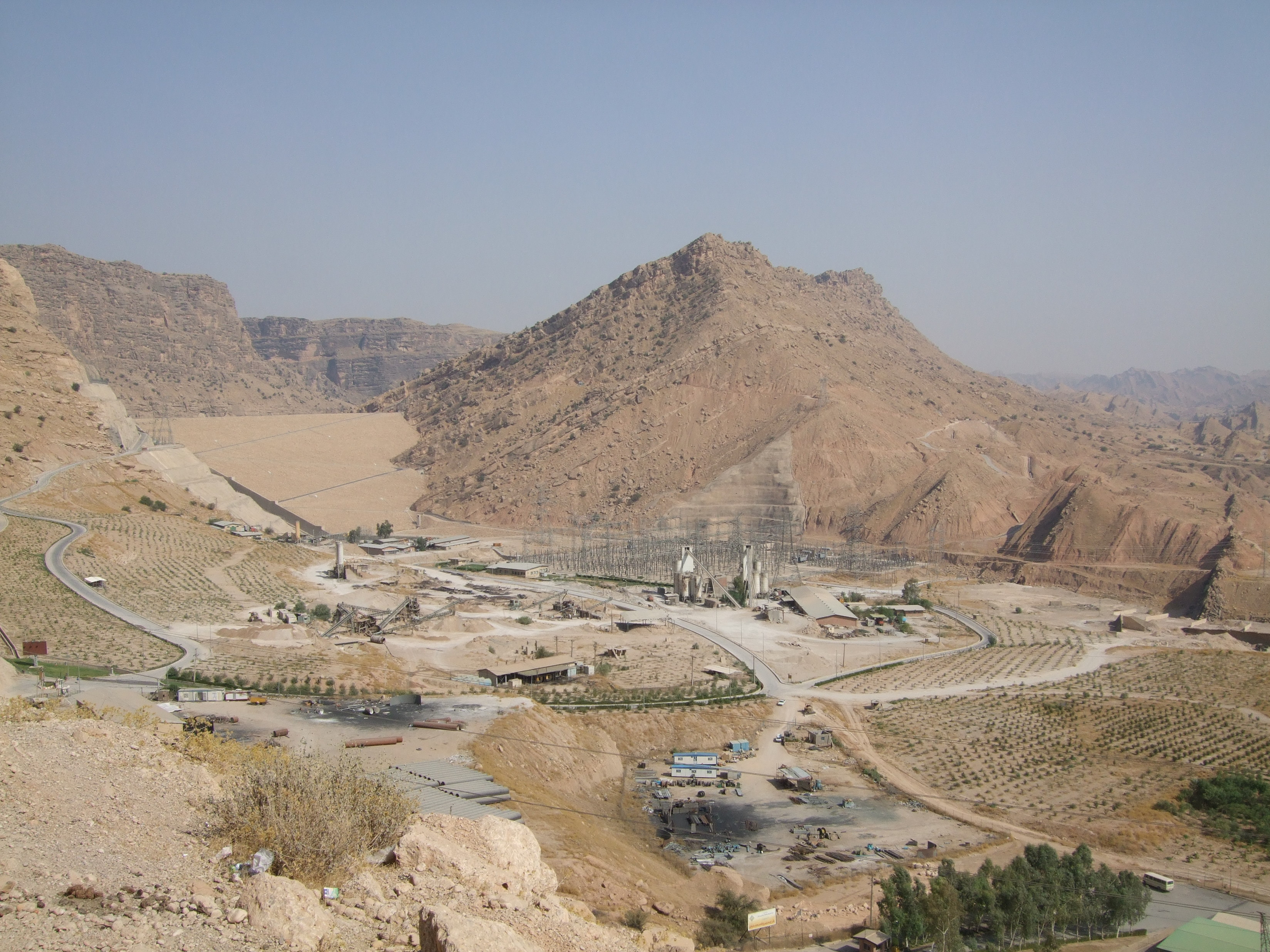
Der Masdsched-Soleyman-Damm und das Kraftwerk
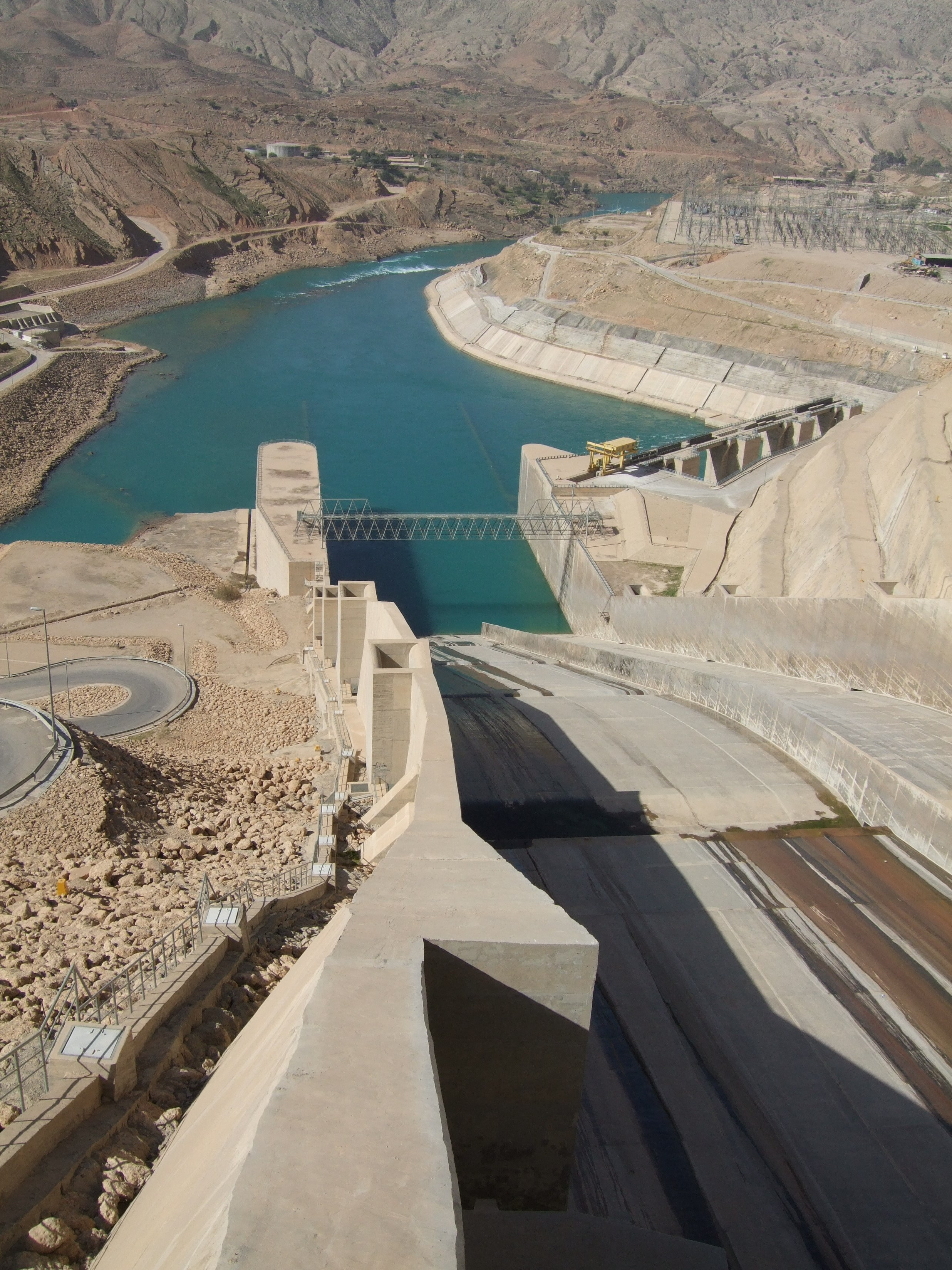
Die Hochwasserentlastung
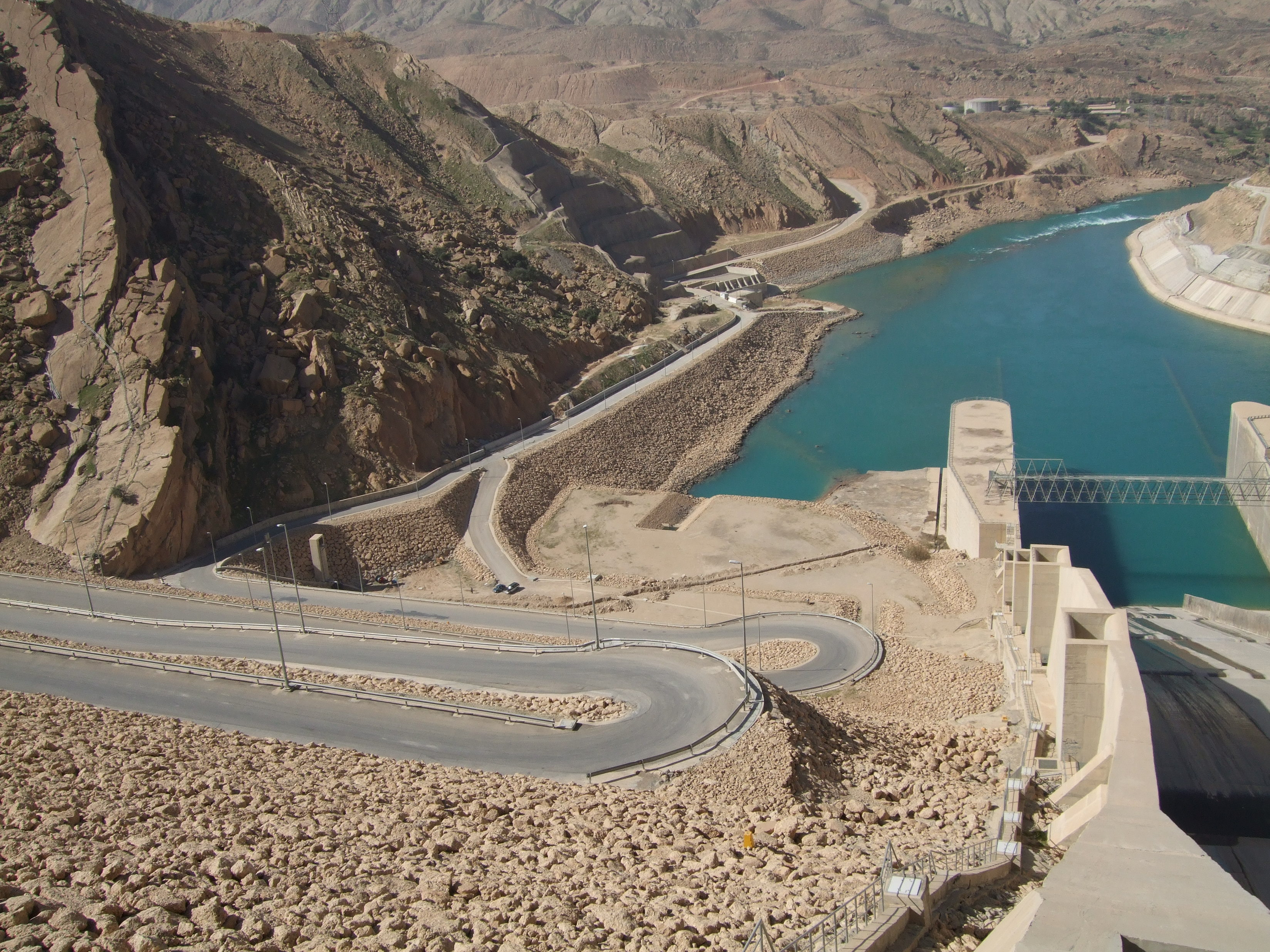
Der Masdsched-Soleyman-Damm von der Dammseite